# Laix
Laix település Franciaországban, Meurthe-et-Moselle megyében. Lakosainak száma 209 fő (2022. január 1.). Laix Baslieux, Chenières, Morfontaine, Ville-au-Montois és Villers-la-Montagne községekkel határos.

## Népesség
A település népességének változása:
| Lakosok száma | 209  | 215  | 181  | 211  | 190  | 199  | 208  | 211  | 210  | 209  |
|               | 1968 | 1982 | 1990 | 2006 | 2013 | 2015 | 2017 | 2019 | 2020 | 2022 |